# Nouveau Montréal
Nouveau Montréal est un parti politique montréalais fondé en 1998 par Jacques Duchesneau, ancien chef du Service de police de la Ville de Montréal, à l'occasion des élections municipales montréalaises de 1998. Le parti a été officiellement dissous en 2001.

## Élections municipales de 1998
En avril 1998, Duchesneau a déposé une demande d’autorisation de former un nouveau parti, du nom de Nouveau Montréal, auprès du Directeur général des élections (DGE). La Presse écrivait alors que plus de la moitié des 51 conseillers municipaux auraient frappé à la porte du futur candidat à la mairie de Montréal pour discuter des possibilités de se joindre à lui.

### Fraude fiscale et bigamie politique
Dès avril 1998, les tuiles commencent à s’abattre sur la campagne électorale de Duchesneau alors que celui-ci n’a même pas encore annoncé officiellement sa candidature. Ainsi, les médias révélaient qu’un des responsables du financement de la campagne de Duchesneau, Yves Rajotte, avait déjà été condamné pour évasion fiscale en 1995. Rajotte, un homme d'affaires qui avait déjà été coordonnateur des campagnes de financement du Parti libéral du Québec, avait plaidé coupable et dû payer une amende de 18 785 $ pour avoir omis de déclarer pour plus de 100 000 $ de revenus lors des années 1990, 1991 et 1992. « M. Rajotte n'est pas un renégat. Il a droit à toute ma considération », a alors soutenu Duchesneau.
Une semaine plus tard, Duchesneau congédiait Rajotte après avoir appris que celui-ci lui avait caché de nombreux démêlés avec la justice. Rajotte avait en effet payé une amende de 50 $ pour une affaire de conduite avec les facultés affaiblies, en 1978,  et avait écopé d’une amende de 150 $ dans une affaire de délit de fuite, en 1983, sans compter des condamnations par des tribunaux civils. « Il m'a répété plusieurs fois que rien dans son passé ne pouvait entacher la réputation de notre parti. J'ai fait une erreur, je l'ai cru », a déclaré Duchesneau.
Au même moment, une autre controverse éclatait, cette fois-ci sur le rôle joué par Francis Hooper, un ami de Rajotte, et surtout, l’organisateur de Thérèse Daviau, chef du Rassemblement des citoyens de Montréal (RCM) et officiellement adversaire de l’ancien directeur du SPCUM dans la course à la mairie de Montréal. Or, malgré son affiliation au RCM, Hooper avait déjà commencé à recruter des gens pour le compte de la campagne de Duchesneau. « J'ai demandé à M. Hooper de se décider rapidement. On ne peut pas jouer sur les deux tableaux à la fois », s’est défendu Duchesneau.

### Les engagements
En août, Duchesneau a présenté son premier engagement formel de la campagne électorale : la construction d'un stade de baseball au centre-ville. Le chef du parti Nouveau Montréal a affirmé que les contribuables pouvaient faire un effort financier de 37 millions $ pour soutenir le projet. Le Devoir a alors relevé que le codirecteur de la campagne de Duchesneau, Richard Le Lay, agissait également à titre de conseiller auprès de Claude Brochu, président de l'équipe de baseball les Expos.
Duchesneau s’est également engagé à geler les taxes foncières jusqu'en l'an 2002, sans toutefois démontrer comment il y parviendrait. « Là où on va couper, ça va dépendre des vents et des surprises qui nous attendent », a expliqué Duchesneau.
Nouveau Montréal a aussi proposé d'abolir la surtaxe sur les immeubles non résidentiels, d'instaurer neuf mairies de quartier, de diminuer le nombre de conseillers de 51 à une trentaine, de réduire le comité exécutif en le faisant passer de neuf à six membres, d'unifier les services de protection des incendies sur le territoire de la CUM et de promouvoir l'établissement d'un train léger sur le boulevard Henri-Bourassa.
En septembre, un sondage indiquait que Duchesneau était en chute libre, passant pour la première fois sous la barre du 20 % dans les intentions de vote. Alors qu'ils étaient pratiquement à égalité il y a à peine un mois, le maire sortant Pierre Bourque et Duchesneau étaient maintenant séparés par dix points de pourcentage.
Le 16 octobre, à la toute fin d’un débat télévisé organisé par le réseau TVA, Duchesneau promis des investissements privés de un demi-milliard de dollars à Montréal s'il était élu, tout en taisant le nom de ces mystérieux hommes d’affaires. « Jamais je ne vous dévoilerai les noms de ces gens avant le 1er novembre [jour du vote] », a ajouté Duchesneau.
Duchesneau a affirmé avoir rencontré un groupe de gens d'affaires qui hésitaient entre Montréal, Toronto et Boston pour investir 500 millions $. « Ce sont principalement des Montréalais des communautés juives et anglophones. Ils attendent pour voir s'il y aura du leadership à Montréal. Ils m'ont dit: "Mes enfants ont quitté Montréal, dites-moi pourquoi je devrais investir à Montréal?" Je leur ai dit qu'il y aurait un vrai leader qui prendrait soin de leurs intérêts [si j'étais élu] et qu'il y aurait une augmentation de la valeur des propriétés à Montréal », a-t-il expliqué.
Jean Doré, candidat pour Équipe Montréal et ancien maire de Montréal, a accusé Duchesneau de se livrer au « chantage électoral ». Duchesneau a offert un indice sur l’identité des investisseurs après le débat, en suggérant aux journalistes un lien avec le projet immobilier près de la station de métro de Villa Maria. Le président du Groupe immobilier Alliance, Jonathan Siegler, qui avait exprimé un intérêt dans ce projet, a rapidement tenu tient à se dissocier des propos de Duchesneau. « Notre groupe investit à Montréal depuis 30 ans et continuera de le faire peu importe le maire », a-t-il fait savoir par voie de communiqué.
À trois jours du vote, Duchesneau s’est ravisé et a révélé le nom de l’investisseur en question. Il a alors déclaré qu'il espérait un investissement de 465 millions $ de CIT International, dirigé par un certain John Barroll Brown. « Honnêtement, l'instabilité politique actuelle suscite des inquiétudes. Dans l'éventualité d'un changement d'administration et de votre élection, je peux confirmer que mon groupe serait prêt à considérer des investissements de 180 millions de livres en faisait l'acquisition de biens immobiliers dans la région de l'ordre de 180 millions de livres [soit 465,9 millions en dollars canadiens] », a écrit Barroll dans une lettre obtenue par Le Devoir.
Joint par La Presse, Barroll Brown a toutefois indiqué que « ce n'est pas clair » que l'élection de l'un ou l'autre des autres candidats en lice l'amènerait à battre en retraite. Il a révélé à cette occasion qu'il n'avait jamais rencontré Duchesneau et qu'il ne connaissait « presque rien » de son programme, ajoutant qu'il en savait encore moins sur les autres candidats. « Je ne les connais pas et ça ne m'intéresse pas de les connaître. La politique n'est pas mon point fort », a-t-il lancé.
Le quotidien anglophone The Gazette a endossé la candidature de Duchesneau.

### La défaite
Le 1er novembre, jour du scrutin, Nouveau Montréal ne réussit qu’à faire élire 3 candidats (Germain Prégent, Philippe Bissonnette et Michael Applebaum) sur 51 sièges tandis que le maire sortant Pierre Bourque est réélu pour un second mandat à l’hôtel de ville. « Nouveau Montréal, I shall return », a lancé Duchesneau devant ses partisans.
Certains organisateurs du parti ont fait leur mea culpa. « Les communications étaient mal gérées et Jacques Duchesneau a été mal vendu. On a créé une campagne trop grosse, trop détachée de la réalité des Montréalais, a confié Yves Dupré, un des codirecteurs de la campagne de Duchesneau. Son image de policier lui a nui. Elle lui est restée collée à la peau ».

### Suite et fin de Nouveau Montréal
Les relations entre Duchesneau et les trois conseillers municipaux élus sous la bannière de son parti se sont détériorées dans les mois suivant les élections. En mai 1999, c’est un journaliste de La Presse qui apprit aux trois élus de Nouveau Montréal que leur chef venait tout juste d'être nommé président de l'entreprise VéhiTech et qu'il convoitait le poste de secrétaire général d'Interpol. Les trois conseillers ont alors déclarés qu'ils auraient aimés que Duchesneau les prévienne, question de ne pas apprendre sa nomination en lisant le journal.
Reprochant à Duchesneau de les avoir abandonnés, les conseillers Prégent et Bissonnette ont tous deux claqués la porte de Nouveau Montréal pour siéger comme indépendants en décembre 1999. « Quand tu n'as aucun encouragement de ton chef, tu ne vas pas très loin et tu es vite démotivé », a expliqué Prégent, qui a dit ne pas croire que Duchesneau quand il affirme vouloir briguer la mairie aux prochaines élections.
En septembre 2000, Duchesneau a confié à La Presse ne plus savoir s’il allait à nouveau se lancer à l’assaut de la mairie. « Il s'est désintéressé des affaires municipales depuis plus d'un an. Le parti Nouveau Montréal est un parti qui n'a plus de vie politique, une structure légale qui a des dettes. C'est tout », déclara le l’ancien conseiller de Nouveau Montréal Bissonnette.
En janvier 2001, Duchesneau a confirmé qu’il ne se représentera pas à la mairie de la nouvelle Ville de Montréal. « J'ai fait le choix du monde des affaires, a-t-il expliqué, où les seules critiques que l'on reçoit viennent des actionnaires si l'on ne donne pas des rendements. […] J'ai bâti ma vie et ma carrière sur la vérité. Et parfois toute vérité n'est pas bonne à dire, spécialement en politique ». Duchesneau a laissé le parti qu'il a contribué à créer avec une dette de 400 000 $.